# Boldklubben 1909
Boldklubben 1909 (w skrócie B 1909) – duński klub piłkarski z siedzibą w mieście Odense.

## Historia
Boldklubben 1909 założony został w 1909 roku. Zespół dwukrotnie zdobył mistrzostwo Danii: w sezonach 1959 oraz 1964. W 1952 roku zajął natomiast trzecie miejsce w najwyższej lidze duńskiej. Klub dwukrotnie zdobywał również Puchar Danii: w 1962 i 1971 roku, a w 1977 doszedł do finału tych rozgrywek, przegrywając w nim z Vejle BK.
W roku 2006 doszło do fuzji B 1909 z B 1913 i Dalum IF, w efekcie czego powstał nowy klub FC Fyn, który w sezonie 2006/07 przystąpił do rozgrywek trzeciej ligi duńskiej. W 2013 roku FC Fyn został rozwiązany, a wszystkie zespoły założycielskie zdecydowały o definitywnym zakończeniu współpracy.

## Sukcesy
- mistrzostwa Danii:
  - mistrzostwo (2): 1959, 1964
- Puchar Danii w piłce nożnej
  - zwycięstwo (2): 1962, 1971
  - finał (1): 1977

## Europejskie puchary
Legenda do wszystkich tabel:
- Q – runda eliminacyjna, 1/16, 1/8, 1/4, 1/2 – odpowiednia faza rozgrywek, Grupa – runda grupowa, 1r gr – pierwsza runda grupowa, 2r gr – druga runda grupowa, F – finał, R – runda, PO – play-off
- k. – rzuty karne, los. – losowanie, Dogr. – dogrywka, w. – zasada bramek strzelonych na wyjeździe

| Sezon   | Rozgrywki                 | Runda | Przeciwnik         | Dom | Wyjazd | Ogólnie |
| ------- | ------------------------- | ----- | ------------------ | --- | ------ | ------- |
| 1959/60 | Puchar Europy             | 1R    | Wiener SC          | 2–2 | 0–3    | 2–5     |
| 1962/63 | Puchar Zdobywców Pucharów | 1R    | Alliance Dudelange | 8–1 | 1–1    | 9–2     |
| 1962/63 | Puchar Zdobywców Pucharów | 1/8   | Grazer AK          | 5–3 | 1–1    | 6–4     |
| 1962/63 | Puchar Zdobywców Pucharów | 1/4   | 1. FC Nürnberg     | 0–1 | 0–6    | 0–7     |
| 1964/65 | Puchar Europy             | 1R    | Real Madryt        | 2–5 | 0–4    | 2–9     |
| 1965/66 | Puchar Europy             | 1R    | Dinamo Bukareszt   | 2–3 | 0–4    | 2–7     |
| 1968/69 | Puchar Miast Targowych    | 1R    | Hannover 96        | 0–1 | 2–3    | 2–4     |
| 1971/72 | Puchar Zdobywców Pucharów | 1R    | Austria Wiedeń     | 4–2 | 0–2    | 4–4, w. |

## Stadion
Klub rozgrywa swoje spotkania na Gillested Park o pojemności 6000 osób.